# Saverio Vallone
Saverio Vallone (Roma, 29 aprile 1955) è un attore e regista teatrale italiano.

## Biografia
Figlio degli attori Raf Vallone ed Elena Varzi, dopo aver conseguito la maturità scientifica si è iscritto alla facoltà di farmacia presso l'Università "La Sapienza" di Roma, senza però completare gli studi. Successivamente ha ottenuto il diploma presso la scuola di recitazione di Alessandro Fersen, completando la formazione presso la scuola Off Ramp Theatre di Hollywood, diretta da Dominique De Fazio, del quale è stato anche assistente. Prima di cominciare l'attività di attore ha avuto esperienze come assistente operatore di Pasqualino De Santis. 
Ha esordito giovanissimo al cinema nel 1975, in una piccola parte ne A mezzanotte va la ronda del piacere, per la regia di Marcello Fondato, poi è apparso in Antropophagus, diretto da Joe D'Amato e in Fotografando Patrizia diretto da Salvatore Samperi per divenire quindi protagonista in otto film diretti da Ninì Grassia tra il 1985 e il 1995. 
Nel 2000 ha messo in scena come regista e coprotagonista una commedia divertente e surreale dal titolo In principio era la coppia .... È la storia della coppia uomo-donna attraverso la rivisitazione dei grandi scrittori: Romeo e Giulietta di Shakespeare, Renzo e Lucia di Manzoni ecc. con interpreti Beatrice Gregorini e Giuliano Chiarello.
In televisione ha debuttato nel 1979 ne La storia di Pietro e Agnolella. Ha poi recitato in Lapo erzählt, una serie TV prodotta in Germania. Ha anche preso parte a una ricostruzione filmata del caso Mazza per la trasmissione Ombre sul giallo su Rai 3 di Franca Leosini. 
Nel 1988 è stato diretto a teatro dal padre Raf Vallone nell'opera La creazione del mondo e altre cose di Arthur Miller; nel 2003 si è occupato della regia teatrale di Io e Annie di Woody Allen. Dal 1997 al 2011 ha diretto un proprio laboratorio teatrale presso il Liceo Caetani di Roma.

## Filmografia

### Cinema
- A mezzanotte va la ronda del piacere, regia di Marcello Fondato (1975)
- Antropophagus, regia di Joe D'Amato (1980)
- Un centesimo di secondo, regia di Duccio Tessari (1981)
- Passione d'amore, regia Ettore Scola (1981)
- Il sommergibile più pazzo del mondo, regia di Mariano Laurenti (1982)
- Fotografando Patrizia, regia di Salvatore Samperi (1984)
- Matrimonio con vizietto (Il vizietto III), regia di Georges Lautner (1985)
- Vacanze d'estate, regia di Ninì Grassia (1985)
- Una tenera follia, regia di Ninì Grassia (1986)
- Mosca addio, regia di Mauro Bolognini (1987)
- Delitti, regia di Sergio Pastore e Giovanna Lenzi (1987)
- Non scommettere mai con il cielo, regia di Mariano Laurenti (1987)
- Il fascino sottile del peccato, regia di Ninì Grassia (1987)
- Bangkok... solo andata, regia di Fabrizio Lori (1989)
- Provocazione fatale, regia di Ninì Grassia (1990)
- Vacanze di Natale '90, regia di Enrico Oldoini (1990)
- Cinecittà... Cinecittà, regia di Vincenzo Badolisani (1991)
- Agenzia cinematografica, regia di Ninì Grassia (1993)
- Una vita da sballo, regia di Ninì Grassia e Gianni Cozzolino (1993)
- Una grande voglia d'amore, regia di Ninì Grassia (1994)
- Innamorata, regia di Ninì Grassia (1995)
- Un Paese ci vuole, regia di Vanni Vallino (2008)
- Un paese sotto l'ombelico, regia di Vanni Vallino (2013)
- Non escludo il ritorno, regia di Stefano Calvagna (2014)
- Un nuovo giorno, regia di Stefano Calvagna (2016)

### Televisione
- La storia di Pietro e Agnolella (1979)
- Lapo Erzählt... - serie TV (1981)
- I giochi del diavolo (ep. 1) - serie TV (1981)
- Il coraggio di Anna - miniserie TV (1992)
- Intermezzo Veronese (Il medico di montagna) (1993)
- Il Concilio di Trento (1996)
- Nando dell'Andromeda, regia di Vanni Vallino - film TV (2000)
- Un caso di coscienza (st. 1 e 5), regia Luigi Perelli - serie TV, Rai 2 (2003, 2013)
- Un matrimonio, regia di Pupi Avati - miniserie TV, Rai 1 (2013)

## Teatro
- La pazza di Chaillot (stagione 1987-88)
- La creazione del Mondo e altre cose (stagione 1988)
- Ornifle di Anouhil (stagione 1991)
- Osteria della Posta (stagione 1992)
- Fine della corsa (stagione 1993-94)
- Tommaso Moro (stagione 1993-94)
- Desiderio sotto gli olmi (stagione 1995-96)
- La parigina (stagioni 1995 -96 –97)
- L'imbroglione (stagione 1997)
- Tre monete (stagione 1998)
- Tommaso Campanella (stagione1998-99)
- La maschera e il volto (stagione 2000-2001)
- Io e Annie (stagione 2003-2005)
- Tu ed io, noi mai (stagione 2006-2007)
- Pitagora e la Magna Grecia (stagione 2009-2011)
- Capitan Ulisse (stagione 2015-2016)
- Emma B - Madame Bovary, testo di Enza Li Gioi, regia di Fabio Luigi Lionello (stagione 2019)